# 으르렁 (Growl)

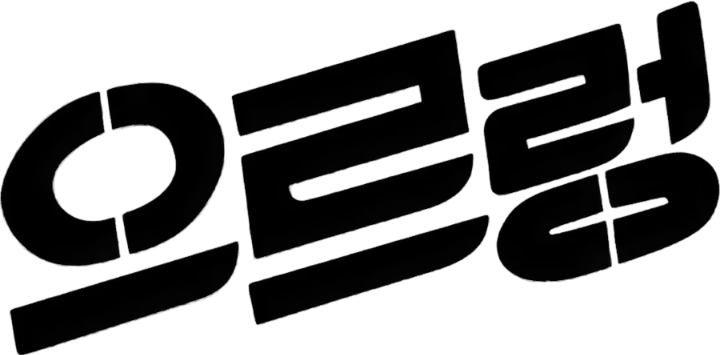

〈으르렁〉은 대한민국의 음악 그룹 EXO의 노래이다. 정규 1집 'XOXO (Kiss & Hug) Repackage'의 타이틀 곡이며, 2013년 8월 5일에 발매되었다.

## 배경
MAMA 이후 1년 이상의 공백기를 가졌던 EXO는 2013년 5월에 늑대와 미녀로 컴백하여 2013년 6월 14일 첫 음악 방송에서 1위를 하였다.
하지만 이러한 큰 인기를 누림과 동시에 순식간에 대형 팬덤이 형성되면서 최전성기로 꼽히는 2013~2016년, 특히 2013년에는 극성 팬들로 인하여 각종 사건, 사고가 끊임없이 일어났다.

## 기획
복고풍과 교복 의상과 더불어 앨범 로고에 복고풍의 '으르렁' 폰트는 팬덤의 호응을 낳았다. 또한 <으르렁>은 EXO의 대표곡으로 많은 사람들에게 인식되었다.

## 영향
EXO는 이 노래를 들고 컴백을 하면서 대한민국 내 가요계 음반 시장에 큰 영향을 끼쳤다. 그 당시에는 정규 앨범에 리패키지 판매량까지 다 더해도 10만장대를 판매하는 경우가 드물었으나, EXO가 성공하게 되었다. 김건모, god 이후 12년간 나오지 않던 밀리언셀러를 5번 달성함으로써 침체되어 가던 음반 시장을 활성화시킨 가수로 자리매김했다. 현재는 후배 그룹 방탄소년단이 초동으로만 300만장 넘게 판매하였고, 연간 100만장을 기록하는 가수가 EXO를 비롯해 3팀이나 나오면서 후배 가수들도 다시금 음반 시장에 활력을 불어넣는데에 일조하였고, 기나긴 '음반시장 침체기'를 잠재웠다.

## 성적
8월 5일 리패키지 앨범 '으르렁'의 음원이 공개되었다. 공개 당일 일간 1위를 찍었고 다음날 실시간 1위에서는 물러났지만 상위권에서 선전했다. 2013년 하반기에 버프를 받아 2013년 멜론 뮤직 어워드에서 올해의 노래상을 수상하였으며, 연간 차트 12위에 랭크되었다. 이후, 2014년 멜론 연간에도 65위로 차트인되었다.
음원 발매 당일 그간 보여주었던 EXO의 음원 순위 <으르렁> 활동 당시 타이틀곡 <으르렁>과 수록곡 모두 상위권에 랭크되었다. 음반 또한 한국어 버전과 중국어 버전을 합하여 한터차트 기준으로 발매 첫날 판매량 7만장이 넘는 기록을 세워 이전에 세웠던 EXO의 초동 기록을 갱신하였다.
12년 만에 정규 1집으로 판매량 74만장이라는 기록을 세웠으며, 12월에는 100만장을 넘겼다(이 기록은 으르렁이 수록된 리패키지 앨범만으로 기록한 것이 아니라 본판까지 합산한 것이다).
또한 2014년까지도 음반이 계속 팔리고 있다. 12월까지 가온 차트 기준으로 1년간 98,421장을 판매하였다.

## 기록
엠넷 아시안 뮤직 어워드, 하이원 서울가요대상, 골든디스크 시상식, 멜론 뮤직 어워드, KBS 가요대축제 등의 연말 가요제에서 대상을 수상하였다. 제 11회 한국대중음악상에서도 최우수 댄스&일렉트로닉 노래로 선정되었다.
또한 빌보드 선정 2013 한국 가요 TOP 10 중 1위를 하였으며, 빌보드 선정 2014 주목할 아티스트 14 중 아시아 가수로는 유일하게 이름을 올렸다.
전작인 MAMA, 늑대와 미녀가 팬덤 쌓기에 중점을 뒀다면 으르렁은 기억하기 쉬운 멜로디와 가사로 엑소가 널리 알려지는 데 기여했다. 특히 이번 곡을 계기로 수많은 팬덤을 확보하는 데 일조하게 됐다. EXO는 이 곡을 통해 SMP에서 대중적인 곡으로 방향을 바꿔 활동하게 되었다.